# 胡昌寿
胡昌寿（1918年—？），男，祖籍湖北武汉，生于北京，中国飞行器结构设计专家，曾任第七机械工业部第一研究院第一设计部副主任、研究员。